# Nieuwesluis (Zélande)
Pour les articles homonymes, voir Nieuwesluis.

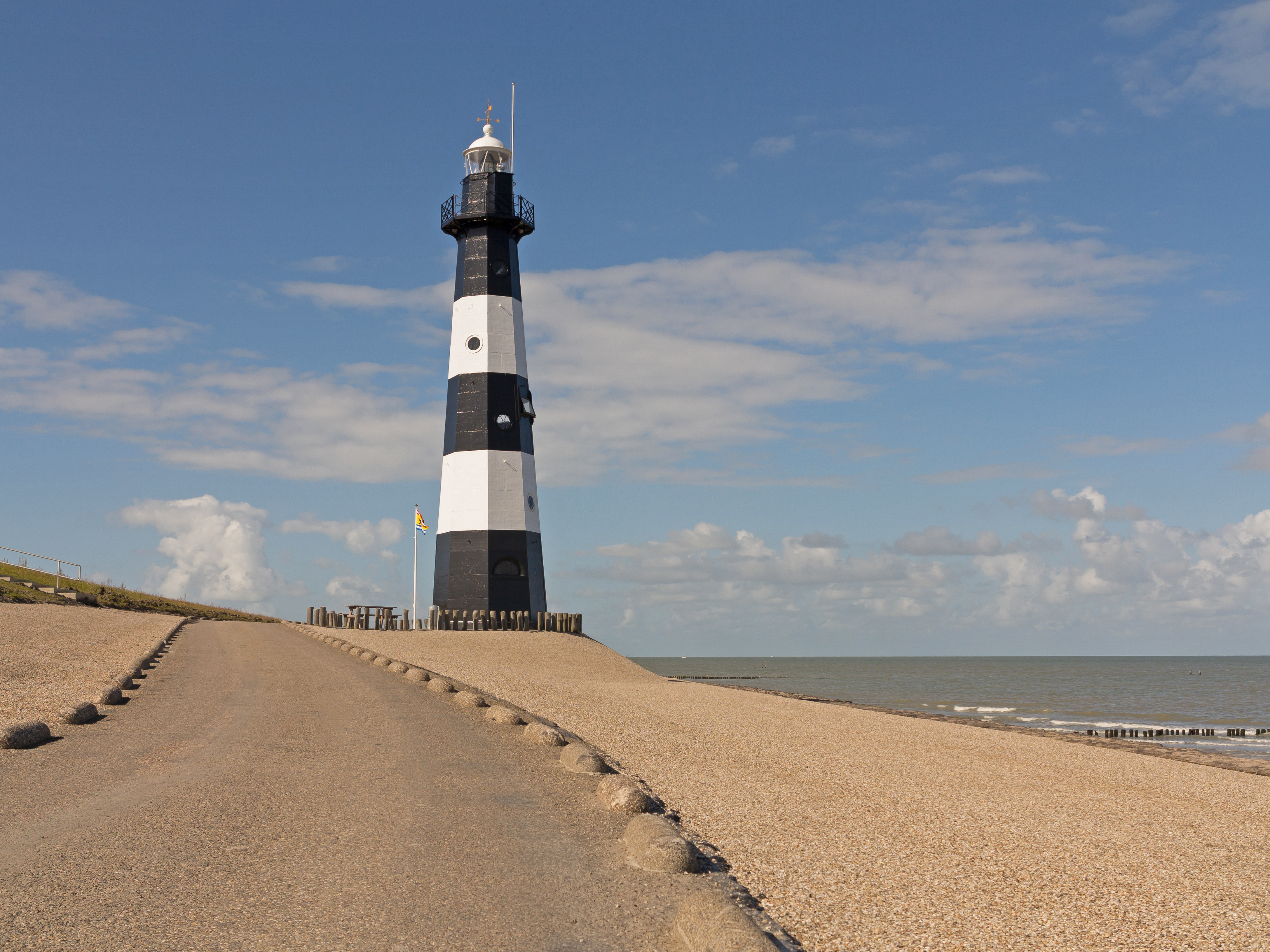
Nieuwe Sluis, le phare

Nieuwesluis est un hameau appartenant à la commune néerlandaise de L'Écluse, situé dans la province de la Zélande.
Avant 1970, Nieuwesluis faisait partie de la commune de Breskens.